# منتخب الولايات المتحدة لاتحاد الرغبي للسيدات
منتخب الولايات المتحدة الوطني لاتحاد الرغبي للسيدات (بالإنجليزية: United States women's national rugby union team)‏ هو ممثل الولايات المتحدة الرسمي في المنافسات الدولية في اتحاد الرغبي في فئة رياضة نسوية. تأسس في 14 نوفمبر 1987.

## وصلات خارجية
- الموقع الرسمي